# Tanimbartriller
De Tanimbartriller (Lalage moesta) is een zangvogel uit de familie Campephagidae (rupsvogels).

## Verspreiding en leefgebied
Deze soort is endemisch op de Tanimbar-eilanden in de zuidelijke Molukken.

## Status
De grootte van de populatie is niet gekwantificeerd. Het verspreidingsgebied is klein maar er zijn geen aanwijzingen dat deze vogel in zijn voortbestaan wordt bedreigd. Op de Rode lijst van de IUCN heeft deze soort daarom de status niet bedreigd.